# Aldehuela de Yeltes
Aldehuela de Yeltes is een gemeente in de Spaanse provincie Salamanca in de regio Castilië en León met een oppervlakte van 60,46 km². Aldehuela de Yeltes telt 208 inwoners (1 januari 2016).

## Demografische ontwikkeling
Bron: INE, 1857-2011: volkstellingen